# Studiemusiker
En studiemusiker er en musiker, der bliver hyret til at indspille musik eller liveoptrædender. Studiemusikere er normalt ikke permanente medlemmer af et musikalsk ensemble eller band. De arbejder bag kulisserne og er sjældent berømte som solomusikere eller forsangere gør det. Visse studiemusikere er dog velkendte i musikindustrien som the Wrecking Crew og Motowns The Funk Brothers.
Mange studiemusikere specialiserer sig i at spille almindelige og udbredte instrumenter som guitar, klaver, elbas eller trommer. Andre er specialiserede i messingblæsere, træblæsere eller strengeinstrumenter. Mange studiemusikere spiller flere instrumenter, hvilket gør det muligt for dem at dække en bredede vifte af musikgenrer og stile. Eksempler på disse "par" er kontrabas og elbas, akustisk guitar og mandolin, klaver og harmonika samt saxofon og andre træblæsere.
Studiemusikere anvendes, når deres færdigheder og ekspertise skal bruges på kort basis. Typisk benyttes studiemusikere til at indspille studiealbum, under liveoptrædender eller til at indspille musik til reklamer, film, fjernsyn eller teater.
Blandt danske studiemusikere findes bl.a. Bjørn Uglebjerg, Aske Jacoby og Øyvind Ougaard.